# Acrachne
Acrachne is een geslacht uit de grassenfamilie (Poaceae). De soorten komen voor in Afrika, Azië en Australië.

## Soorten
Van het geslacht zijn de volgende drie soorten bekend:
- Acrachne henrardiana (Bor) S.M.Phillips
- Acrachne perrieri (A.Camus) S.M.Phillips
- Acrachne racemosa (B.Heyne ex Roth) Ohwi